# Bohémond VI d'Antioche
Pour les articles homonymes, voir Bohémond.
Bohémond VI d'Antioche, né en 1237, mort en 1275, comte de Tripoli (1251-1275) et prince d'Antioche (1251-1268), fils de Bohémond V d'Antioche et de Lucienne de Segni.
Fils de Bohémond V d'Antioche, il commence son règne sous la régence de sa mère, Luciana di Segni, et doit faire intervenir Saint Louis pour mettre fin à cette tutelle.
Le conflit est latent avec le puissant voisin de Cilicie arménienne, depuis l'éviction de Raymond-Roupen d'Antioche par le grand-père de Bohémond. Saint Louis l'aide à conclure une paix définitive, Bohémond épouse en 1254 Sibylle, fille du roi Héthoum Ier d'Arménie.
Durant sa régence, sa mère peuple le pays de personnalités romaines, comme son frère Paolo de Segni qui devient évêque de Tripoli. La féodalité Tripolitaine s'en offusque et s'agite. Le conflit s'aggrave avec la rivalité entre les Vénitiens, soutenus par Bohémond, et les Génois, soutenus par Henri Ier Embriaco, seigneur du Gibelet, dont le cousin, Bertrand Embriaco, blesse Bohémond sous les murs de Tripoli (1258) et est assassiné peu après.
Lors de la guerre entre les Mongols et les Mamelouks, Bohémond suit l'Arménie et s'engagea au côté des Mongols, ce qui lui vaut d'être excommunié par le pape de Rome. Puis, les Mongols ayant été battus en 1260 à la bataille d'Aïn Djalout, en mai 1268 Baybars, en l'absence de Bohémond, assiège la ville d'Antioche et la prend, mettant fin à la principauté. Bohémond se replie à Tripoli et meurt en 1275.
Bohémond et Sibylle ont 4 enfants :
- Bohémond VII, comte de Tripoli (mort en 1287),
- Isabeau,
- Lucie, comtesse de Tripoli (morte en 1299),
- Marie (morte en 1280) mariée à Nicolas de Saint-Omer (mort en 1294), seigneur de Thèbes, bailli de Morée.

Sources :
- René Grousset, L'Empire du Levant : Histoire de la Question d'Orient, Paris, Payot, coll. « Bibliothèque historique », 1949 (réimpr. 1979), 648 p. (ISBN 978-2-228-12530-7)